# 曼利·P·霍尔
曼利·帕爾默·霍尔（1901年3月18日—1990年8月29日），是加拿大歷史學家，也是神秘主义者、圣哲、秘教主义者、占星家、作家，代表作《历代秘教》（The Secret Teachings Of All Ages）和《共濟會丟失的鑰匙》（The Lost Keys Of Freemasonry）。

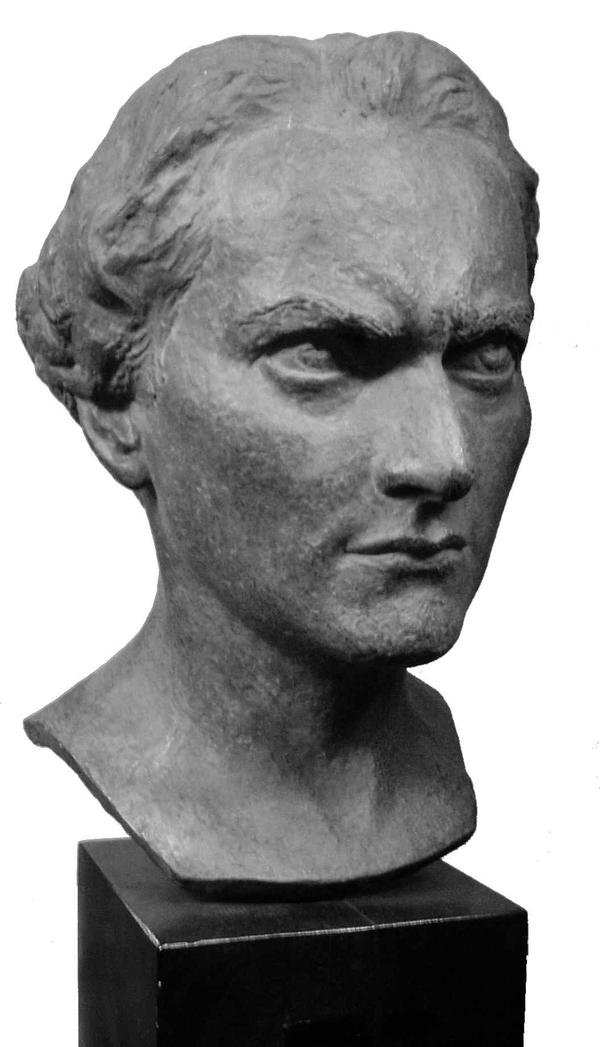
霍爾的半身雕像

## 生平
曼利出生于加拿大的安大略省彼得伯勒。父親是脊椎按摩師，據說霍爾自小到大從未見過父親，自小就由外祖母抚养长大，少时送去美国念书，與定居於加利福尼亞州洛杉磯聖莫尼卡的母親同居。25岁开始纂写《历代秘教》（The Secret Teachings Of All Ages），费时6年。
1928年，霍爾作為許多古代著作的口譯員和講師的出名而深受尊重，並出版了他一生中最出名的一本書《历代秘教》（The Secret Teachings Of All Ages），他利用印刷品和口碑廣告來募集公共資金來資助這本書，並邀請了美國藝術家約翰·奧古斯塔斯·納普擔任這本書的繪者，並創作全綵插圖和黑白圖畫在這本書中。
1934年，霍尔在洛杉矶创建了哲學研究會。其建筑物的后院有一块铜匾刻着「献给各个时期的真理探索者」。
霍尔是坚持弗兰西斯·培根爵士是莎士比亚剧作的真正作者这一观点的支持者。
1973年，在哲学研究会举行的一次仪式上，霍尔被授予苏格兰共济会第33级会员资格。

## 作品
- 1920年，《大祭司的胸甲》（The Breastplate of the High Priest）。
- 1922年，《火焰起源》（The initiates of the flame）。
- 1922年，《孤獨者的方式》（The ways of the lonely ones）。
- 1923年，《遺失的磚石鑰匙》（The lost keys of masonry）。
- 1923年，《共濟會丟失的鑰匙》（The Lost Keys Of Freemasonry）。
- 1924年，《看不見的力量：自然精神、思想形態、鬼魂和幽靈、門檻上的居民》（Unseen Forces: Nature Spirits, Thought Forms, Ghosts and Specters, The Dweller on the Threshold）。
- 1925年，《高貴的八重道：大佛的教義分為7部分》（The Noble Eightfold Path: Teachings of the Great Buddha, in 7 Parts）。
- 1925年，《陰陰形式：神秘故事集》（Shadow Forms: A Collection of Occult Stories）。
- 1925年，《卡巴拉的神聖魔法：神聖名字的科學》（The Sacred Magic Of The Qabbalah: The Science Of Divine Names）。
- 1925年，《古代智慧對其門徒的期望：關於神秘學校的研究》（What the Ancient Wisdom Expects of Its Disciples: A Study Concerning the Mystery Schools）。
- 1925年，《密封婚姻：對三重最偉大的愛馬仕哲學的研究》（The Hermetic Marriage: Being a Study in the Philosophy of the Thrice Greatest Hermes）。
- 1927年，《魔杖與蛇》（Wands and Serpents）。
- 1928年，《历代秘教》（The Secret Teachings Of All Ages）。
- 1928年，《各個年齡層的秘密教義：1928年版的現代詮釋》（The Secret Teachings of All Ages: A Modern Rendering of the 1928 Edition）。
- 1929年，《古代哲學講義：理性程式研究與應用導論》（Lectures on Ancient Philosophy: An Introduction to the Study and Application of Rational Procedure）。
- 1931年，《占星術關鍵詞：來自權威機構的彙編》（Astrological Keywords: Compiled from Leading Authorities）。
- 1931年，《鳳凰：神秘主義和哲學的插圖評論》（The Phoenix: An Illustrated Review of Occultism and Philosophy）。
- 1932年，《人：神秘的偉大象徵》（Man: The Grand Symbol of the Mysteries）。
- 1933年，《馬克思．海因德爾和海倫娜·布拉瓦茨基和《秘密教義》簡介》（Introduction to Max Heindel's Blavatsky and The Secret Doctrine）。
- 1934年，《麥基洗德與火的奧秘：分三部分的論述》（Melchizedek and the Mystery of Fire: A Treatise in Three Parts）。
- 1936年，《酒神工匠》（The Dionysian Artificers）。
- 1937年，《古埃及人的共濟會》（Freemasonry of the Ancient Egyptians）。
- 1938年，《玫瑰十字法典：玫瑰十字會感興趣的罕見而奇特的手稿，現已首次以其原始形式出版》（Codex Rosae Crucis: A Rare and Curious Manuscript of Rosicrucian Interest, Now Published for the First Time in Its Original Form）。
- 1939年，《輪迴：必然的迴圈》（Reincarnation: The Cycle of Necessity）。
- 1939年，《魔法：自然神秘學論文》（Magic: A Treatise on Natural Occultism）。
- 1942年，《占星術和轉世》（Astrology and Reincarnation）。
- 1942年，《如何理解你的聖經：哲學家對晦澀難懂段落的解釋》（How to Understand Your Bible: A Philosopher's Interpretation of Obscure and Puzzling Passages）。
- 1943年，《夢中仙女：一個中國式的寓言》（Lady of Dreams: A Fable in the Manner of the Chinese）。
- 1943年，《治癒，神聖的藝術》（Healing, the divine art）。
- 1943年，《占星哲學》（The philosophy of astrology）。
- 1943年，《占星的故事》（The story of astrology）。
- 1944年，《美國的秘密命運》（The Secret Destiny of America）。
- 1944年，《弟子的上師：東方之道》（The Guru by His Disciple: The Way of the East）。
- 1946年，《通過實現學科的自我展現：釋放和發展內在知覺；訓練有素的思維和感覺的哲學實踐指導》（Self-unfoldment by Disciplines of Realization: Releasing and Developing the Inward Perceptions; Practical Instruction in the Philosophy of Disciplined Thinking and Feeling）。
- 1949年，《任務的命令》（Orders of the Quest）。
- 1950年，《共濟會兄弟會》（Masonic Orders of Fraternity）。
- 1951年，《美國的命運使命》（America's Assignment with Destiny）。
- 1951年，《神秘的基督：作為個人精神體驗的宗教》（The Mystical Christ: Religion As a Personal Spiritual Experience）。
- 1957年，《占星學的故事》（The story of astrology）。
- 1963年，《智者之言：深奧科學實用指南》（Words to the Wise: A Practical Guide to the Esoteric Sciences）。
- 1965年，《古埃及人的共濟會：添加了對克拉塔報告入會儀式的解釋》（Freemasonry of the Ancient Egyptians: To which is Added an Interpretation of the Crata Repoa Initiation Rite）。
- 1978年，《人的精神中心》（Spiritual Centers in Man）。
- 1978年，《共濟會兄弟會》（Masonic Orders of Fraternity）。
- 1980年，《古埃及人的共濟會》（Freemasonry of the Ancient Egyptians）。
- 1980年，《受祝福的天使：專著》（The Blessed Angels: A Monograph）。
- 1984年，《古代哲學講座：實用理念導論》（Lectures on Ancient Philosophy: An Introduction to Practical Ideals）。
- 1988年，《東西方神秘主義中的冥想符號：曼陀羅之謎》（Meditation Symbols in Eastern & Western Mysticism: Mysteries of the Mandala）。

### 一封專門用於精神和哲學問題的月信
- 《亞特蘭蒂斯：一種詮釋》（Atlantis: An Interpretation）。
- 《象徵性散文》（Symbolic Essays）。
- 《挪亞和他的奇妙方舟》（Noah and His Wonderful Ark）。

### 其他作品
- 《專家系列》（The Adepts Series）。
- 《松果體：上帝之眼》（The Pineal Gland: The Eye of God）。
- 《古代哲學講座》（Lectures on Ancient Philosophy）。
- 《象徵主義中的人體：深奧的經典》（The Human Body in Symbolism: Esoteric Classics）。
- 《共濟會、封閉主義、卡巴拉主義和薔薇十字會像徵哲學的百科全書大綱》（Encyclopedic outline of masonic, hermetic, qabbalistic, and rosicrucian symbolical philosophy）。
- 《知識者的智慧：諾斯底主義，神秘基督教的鑰匙》（The Wisdom of the Knowing Ones: Gnosticism, the Key to Esoteric Christianity）。
- 《美國秘史：關於我們國家不為人知的過去和內在目的的經典著作》（The Secret History of America: Classic Writings on Our Nation's Unknown Past and Inner Purpose）。
- 《赫密士·崔斯墨圖的生平和教義》（The Life and Teachings of Thoth Hermes Trismegistus）。
- 《赫密士·崔斯墨圖的生平和教義：深奧的經典》（The Life and Teachings of Hermes Trismegistus: Esoteric Classics）。
- 《火之謎》（The Mystery of Fire）。
- 《玫瑰十字會和共濟會的起源》（Rosicrucian and Masonic Origins）。
- 《赫密士主義合集：凱巴利翁、赫密士語料庫：愛馬仕的神聖火葬台，以及透特赫密士·崔斯墨圖的生平和教義》（The Hermeticism Collection: The Kybalion, Corpus Hermeticum: the Divine Pymander of Hermes, and the Life and Teachings of Thoth Hermes Trismegistus）。
- 《古老的秘密和秘密社團：深奧的經典》（Ancient Mysteries and Secret Societies: Esoteric Classics）。
- 《卡巴拉教義與生命之樹：深奧經典：卡巴拉研究》（Qabbalistic Teachings and the Tree of Life: Esoteric Classics: Studies in Kabbalah）。
- 《動物、昆蟲、爬行動物、魚類和鳥類的神秘象徵：深奧的經典》（Occult Symbolism of Animals, Insects, Reptiles, Fish and Birds: Esoteric Classics）。
- 《魚類、昆蟲、動物、爬蟲類和鳥類》（Fishes, Insects, Animals, Reptiles, and Birds）。
- 《亞特蘭蒂斯與古代眾神》（Atlantis and the Gods of Antiquity）。
- 《有守護天使嗎？》（Is There a Guardian Angel?）。
- 《亞特蘭蒂斯、古代眾神和垂死之神的神話：深奧的經典》（Atlantis, the Gods of Antiquity and the Myth of the Dying God: Esoteric Classics）。
- 《金字塔的起源》（The Initiation of the Pyramid）。
- 《塔羅牌：塔羅牌神秘起源的秘密智慧集》（The Tarot: A Collection of Secret Wisdom from Tarot's Mystical Origins）。
- 《有史以來最偉大的演講——曼利·P·霍爾》（The Greatest Lectures of All Time - Manly P. Hall）。
- 《塞弗·耶茲拉和卡巴拉》（Sepher Yetzirah and the Qabalah）。
- 《儀式魔法和巫術》（Ceremonial Magic and Sorcery）。
- 《玫瑰十字兄弟會》（The Fraternity of the Rose Cross）。
- 《希拉米克傳奇》（The Hiramic Legend）。
- 《各時代的秘密教義：金字塔的誕生》（Secret Teachings of All Ages: The Initiation of the Pyramid）。
- 《各個時代的秘密教義：亞特蘭提斯和古代眾神》（Secret Teachings of All Ages: Atlantis and the Gods of Antiquity）。
- 《美國秘史：關於我們國家不為人知的過去和內在目的的經典著作》（The Secret History of America: Classic Writings on Our Nation's Unknown Past and Inner Purpose）。
- 《影響現代共濟會像徵主義的古代神秘和秘密社團》（The Ancient Mysteries and Secret Societies Which Have Influenced Modern Masonic Symbolism）。
- 《創世之書和卡巴拉》（Sepher Yetzirah and the Qabalah）。
- 《元素及其居民》（The Elements and Their Inhabitants）。
- 《畢達哥拉斯數學》（Pythagorean Mathematics）。
- 《古代智慧對其弟子的期望：一項有關神秘學校的研究》（What the Ancient Wisdom Expects of Its Disciples: A Study Concerning the Mystery Schools）。
- 《薩菲羅斯之樹》（The Tree of the Sephiroth）。
- 《十二生肖及其標誌：深奧經典》（The Zodiac and Its Signs: Esoteric Classics）。
- 《美洲印地安人像徵主義》（American Indian Symbolism）。
- 《有史以來最偉大的講座 - 曼利·帕爾默·霍爾》（The Greatest Lectures of All Time - Manly P. Hall）。
- 《曼利·帕爾默·霍爾收藏的煉金術手稿，約1500-1825年，第16捲盒》（Manly Palmer Hall collection of alchemical manuscripts, circa 1500-1825; 16）。
- 《曼利·帕爾默·霍爾收藏的煉金術手稿，1500-1825年，第25捲盒》（Manly Palmer Hall collection of alchemical manuscripts, 1500-1825; Box 25）。
- 《曼利·帕爾默·霍爾收藏的煉金術手稿，1500-1825年，第36捲盒》（Manly Palmer Hall collection of alchemical manuscripts, 1500-1825 Volume Box 36）。

## 外部連結
- 曼利·P·霍尔的作品  - 古騰堡計劃